# Hejde myr
Hejde myr är en myr belägen i Hejde och Väte socknar på Gotland.
Myren omfattade ursprungligen 223 hektar, men är nu till största delen utdikad och uppodlad. I mitten ligger den utdikade sjön Hejde träsk med en yta av 33 hektar. På sjöbotten har kalkbleke avsatt sig, och medan den övriga myren som bestått av torv packats ihop efter utdikningen har den forna sjöytan inte gjort det, och ligger idag högre än myren. Myren utgörs nu till stora delar av åkermark.